# Behavior Pain Scale
Die Behavior Pain Scale (auf deutsch Verhaltensschmerzskala) abgekürzt BPS ist eine Skala zur Beurteilung des Schmerzgrades bei Patienten, die nicht verbal kommunizieren können. Sie gilt als eine medizinische Standardmethode zur Erfassung des Schmerzgrades und wird häufig auf Intensivstationen angewendet.

## Anwendung
Die Anwendung erfolgt durch die klinische Beurteilung des Patienten anhand der in der Tabelle aufgeführten Parameter, wenn Methoden wie die Numerische Rating-Skala, Visuelle Analogskala oder Verbale Rating-Skala aufgrund einer geistigen Einschränkung oder künstlichen Beatmung des Patienten nicht anwendbar sind. Auf Intensivstationen sollte der Schmerzgrad des Patienten mehrmals am Tag bestimmt werden. Ergänzt wird sie durch eine Beurteilung der Sedierung auf einer geeigneten Skala z. B. Richmond Agitation Sedation Scale oder Ramsay-Skala. Dabei wird eine Summe der einzelnen Punkte kleiner gleich sechs angestrebt.

## Skala
| Merkmal                     | Beschreibung                         | Punkte |
| --------------------------- | ------------------------------------ | ------ |
| Gesichtsausdruck            | entspannt                            | 1      |
|                             | teilweise angespannt                 | 2      |
|                             | stark angespannt                     | 3      |
|                             | grimassierend                        | 4      |
| Obere Extremität (Arm)      | Keine Bewegung                       | 1      |
|                             | Teilweise Bewegung                   | 2      |
|                             | Anziehen mit Bewegung der Finger     | 3      |
|                             | Ständiges Anziehen                   | 4      |
| Anpassung an Beatmungsgerät | Tolerierung                          | 1      |
|                             | Seltenes Husten                      | 2      |
|                             | Kämpfen mit dem Beatmungsgerät       | 3      |
|                             | Kontrollierte Beatmung nicht möglich | 4      |

## Verlässlichkeit
Die Gültigkeit (Validität) und Zuverlässigkeit (Reliabilität) der BPS wurde in mehreren Untersuchungen bei unterschiedlichen Patienkollektiven belegt, zeigt eine hohe Übereinstimmung bei verschiedenen Untersuchern (Interrater-Reliabilität) und eignet sich zur Verlaufsbeurteilung.